# Paranormal (album)
Paranormal – pierwszy i jedyny album kraśnickiego zespołu rockowego Paranormal. Został nagrany na przełomie 2002 i 2003 roku w Studiu Chróst, a wyprodukowany przez Jarosława Kidawę. Wydał go w 2004 roku koncern Pomaton EMI. 

## Lista utworów
1. "Paranormal" – 4:11 (muzyka i słowa: Marek Kuć)
2. "Rysunek" – 4:39 (muzyka: Marek Kuć, słowa: Paweł Szutta)
3. "W ogniu" – 4:32 (muzyka i słowa: Marek Kuć)
4. "Kwiaty nocy" – 3:57 (muzyka i słowa: Marek Kuć)
5. "Invisible" – 4:19 (muzyka: Marek Kuć, słowa: Robert Pielaszkiewicz)
6. "Historia jednego spotkania" – 3:48 (muzyka i słowa: Marek Kuć)
7. "Aniołowie" – 3:27 (muzyka: Marek Kuc, Piotr Surowiec, słowa: Robert Pielaszkiewicz)
8. "Jak martwy ptak" – 4:50 (muzyka i słowa: Marek Kuć)
9. "Tam jesteś zawsze" – 3:49 (muzyka i słowa: Marek Kuć)
10. "Synthetic Friends" – 5:28 (muzyka i słowa: Marek Kuć)
11. "So Come" – 4:48 (muzyka i słowa: Marek Kuć)
12. "About You" – 5:29 (muzyka i słowa: Marek Kuć)
13. "Like a Dead Bird" – 4:52 (muzyka i słowa: Marek Kuć)
14. "Paranormal Sun" – 6:24 (muzyka i słowa: Marek Kuć)